# Jean-Claude Theillère
Jean-Claude Theillère (* 23. Mai 1944 in Blanzat) ist ein ehemaliger französischer Radrennfahrer und nationaler Meister im Radsport.

## Sportliche Laufbahn
Theillère war Straßenradsportler und bestritt auch Querfeldeinrennen (heutige Bezeichnung Cyclocross). Nachdem er als Amateur bereits mehrfach Eintagesrennen in Frankreich gewonnen hatte, wurde er 1964 nationaler Meister im Straßenrennen der Eisenbahner. Er nahm auch an den internationalen Meisterschaften der Union Sportive Internationale des Cheminots (USIC) für Frankreich teil.
1966 wurde er Berufsfahrer im Radsportteam Ford-France und blieb bis 1972 als Radprofi aktiv. In seiner ersten Saison als Profi siegte er in der nationalen Meisterschaft im Straßenrennen vor Jean Stablinski. Auch das Etappenrennen Grand Prix Midi Libre entschied er für sich. 1969 holte er einen Etappensieg im Rennen Critérium du Dauphiné.
Theillère bestritt alle Grand Tours.

## Grand-Tour-Platzierungen
| Grand Tour            | 1967 | 1968 | 1969 | 1970 |
| --------------------- | ---- | ---- | ---- | ---- |
| Vuelta a EspañaVuelta | 32   | –    | –    | –    |
| Giro d’ItaliaGiro     | –    | 34   | –    | –    |
| Tour de FranceTour    | 29   | –    | 13   | DNF  |

Bei der UCI-Straßen-Weltmeisterschaften 1966 kam er auf den 17. Platz.
Seinen letzten Sieg als Profi holte er 1972 in einem Cyclocrossrennen in Royat.